# Bingelkruidaardvlo
De bingelkruidaardvlo (Hermaeophaga mercurialis) is een keversoort uit de familie bladkevers (Chrysomelidae), die tot de tribus Alticini behoort. De wetenschappelijke naam van de soort werd in 1792 gepubliceerd door Johann Christian Fabricius. De soort komt van nature voor in Europa tot aan het Nabije Oosten.

## Beschrijving
De bolvormige ovale kever is 2,2-3,2 mm lang en heeft een donkerblauw metaalachtige kleur. Het sterk afgeronde halsschild is breder dan lang. De dekschilden zijn regelmatig afgerond en iets langer dan breed, zonder ribbels en fijn gepunkteerd. De antennen zijn zwart, behalve de eerste vier segmenten die lichter van kleur zijn. De poten zijn zwart met lichter gekleurde gewrichten en bruine tarsi. De kevers hebben rudimentaire vleugels. Dankzij een veermechanisme (de "metafemorale veer") in de sterk ontwikkelde dij van de achterste poten kunnen de kevers, typisch voor de meeste aardvlooien wegspringen bij gevaar. De aedeagus (penis) is 0,92 mm lang en de spermatheca is 0,32 mm lang.

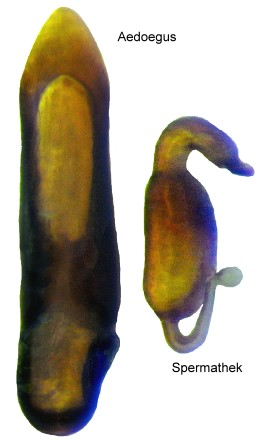
Aedeagus (penis) met spermatheca

## Levenswijze
Er is één generatie per jaar. De overwinterende kevers komen vanaf maart of april tevoorschijn. De kevers maken door hun vreterij kleine gaatjes in de bladeren. Na de rijpingsvraat vindt de paring plaats. De vrouwtjes leggen de eieren van april tot juni aan de voet van de waardplant. De larven komen eind april tot augustus uit de eieren en voeden zich met de wortels van de waardplant. In het tweede en derde larvale stadium vreten de larven in het centrale deel van de wortels. De verpopping vindt plaats in de grond in augustus en september of na de winter. De overwintering vindt plaats in het laatste larvenstadium of als kever onder afgevallen bladeren, onder het strooisel en onder de schors van bomen of als pop in de grond.

## Waardplanten
De belangrijkste waardplant is bosbingelkruid. In Oostenrijk is de kever ook gevonden op Mercurialis ovata.